# تخت طاووس (نادری)
تخت‌طاووس در اصل نام تخت سلطنتی مرصعی بود که نادر شاه از هندوستان به عنوان غنیمت جنگی با خود به ایران آورد. این تخت به دلیل وجود طرح دو طاووس پرگشوده که در پشت آن قرار داشت، به این نام شهرت یافته بود. که سازنده این تخت نفیس و زیبا محمدسعید لاهیجانی معروف به سعیدای گیلانی و بی‌بدل خان و خوشنویس و هنرمند ایرانی بود.
پرهای زیبای این طاووس‌ها با جواهراتی نظیر یاقوت، زمرد، مروارید، یاقوت کبود و سنگ‌های گران‌بهای دیگری تزیین شده بودند که در قرن ۱۷ میلادی (۱۱ هجری) برای شاه‌جهان پادشاه گورکانی هند ساخته شد..
شاه‌جهان از آن تخت در بارگاه عمومی خود در پایتختش دهلی هند استفاده می‌کرد و الماس بسیار گران‌قیمت و استثنایی کوه نور روی آن کار گذاشته شده‌بود.

## حملۀ نادرشاه

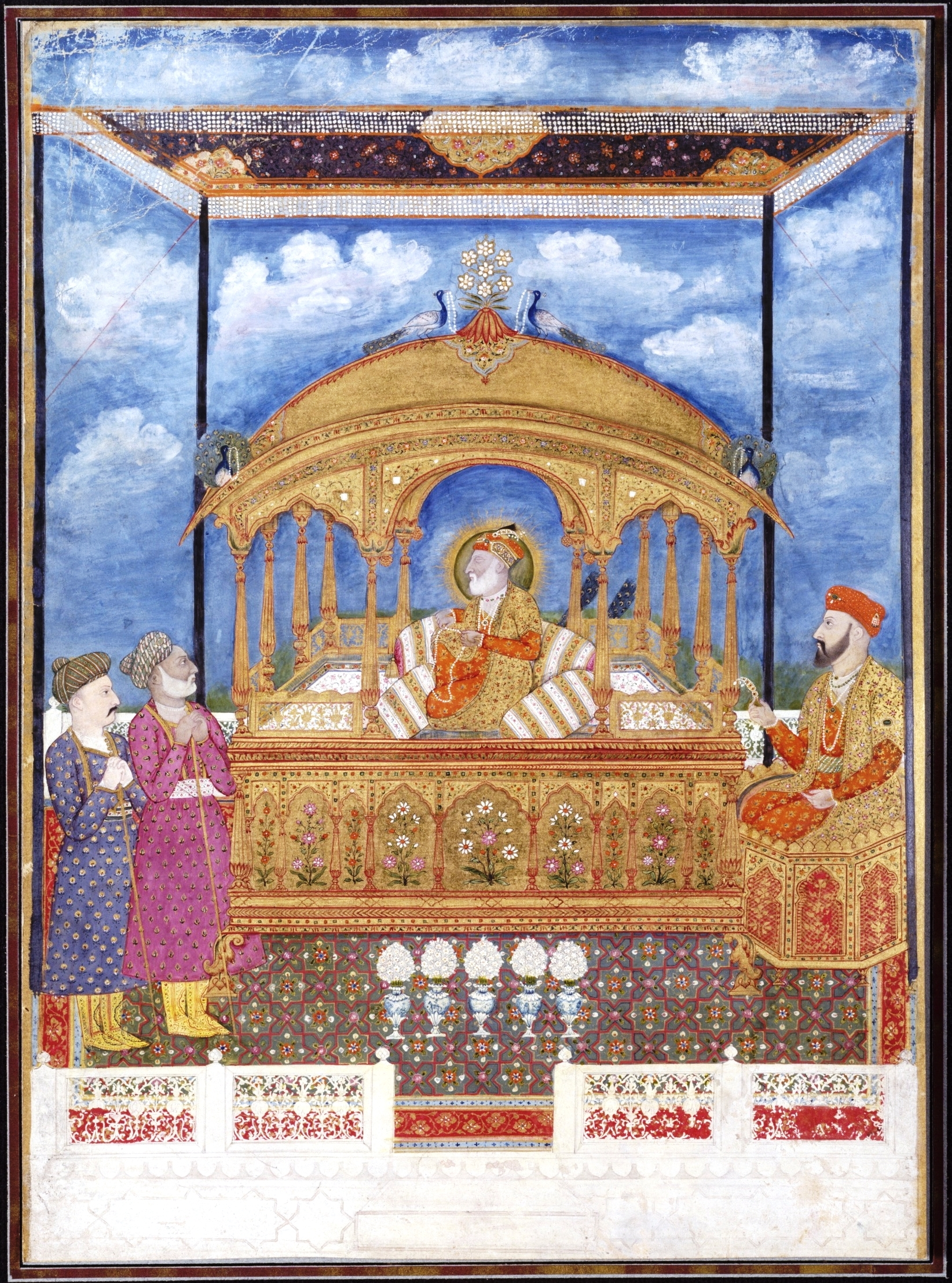
شاه عالم لمیده بر تخت طاووس، نام اثری است منسوب به خیرالله، نقاش برجستهٔ دربار گورکانی که در آن شاه عالم دوم، پادشاه نابینای گورکانی را لمیده بر تخت طاووس به تصویر کشیده‌است. این اثر اکنون در موزه ویکتوریا و آلبرت در لندن نگه‌داری می‌شود.

آخرین پادشاه امپراتوری مغول کبیر یا گورکانیان در هندوستان، محمد شاه گورکانی بود که از نادرشاه افشار شکست خورد. نادر، امپراتوری گورکانیان را در سال ۱۷۳۸ فتح کرد و در سال ۱۷۳۹ با تخت طاووس و غنایم بسیار باارزش دیگری به سرزمین ایران بازگشت.
از آن پس آوردن نام تخت طاووس نه تنها خود تخت، بلکه شاهنشاهی ایران را در اذهان زنده می‌کرد. در جریان ناآرامی‌های پس از قتل نادر شاه افشار در سال ۱۷۴۷ این تخت توسط گردان خراسان تخریب و جواهرات آن به یغما برده شد.
پس از آن در دوران فتحعلی‌شاه قاجار تخت جدیدی با نام تخت طاووس (قاجاری) ساخته شد.